# Мирновское сельское поселение (Ульяновская область)
Ми́рновское се́льское поселе́ние — муниципальное образование в составе Чердаклинского района Ульяновской области. Административный центр — посёлок Мирный.

## История
Статус и границы сельского поселения установлены Законом Ульяновской области от 13 июля 2004 года № 043-ЗО «О муниципальных образованиях Ульяновской области».

## Население
| 2010  | 2012  | 2013  | 2014  | 2015  | 2016  | 2017  |
| ----- | ----- | ----- | ----- | ----- | ----- | ----- |
| 4556  | ↗4575 | ↗4601 | ↗4630 | ↗4664 | ↗4676 | ↗4682 |
| 2018  | 2019  | 2020  | 2021  |       |       |       |
| ↘4678 | ↗5276 | ↗5386 | ↘5194 |       |       |       |

## Состав сельского поселения
В состав поселения входят 3 населённых пункта: 2 посёлка и 1 село.
| № | Населённый пункт | Тип населённого пункта          | Население |
| - | ---------------- | ------------------------------- | --------- |
| 1 | Архангельское    | село                            | ↘1266     |
| 2 | Лощина           | посёлок                         | 179       |
| 3 | Мирный           | посёлок, административный центр | ↘3111     |